# Kevin Colleoni
Kevin Colleoni, né le 11 novembre 1999 à Ponte San Pietro est un coureur cycliste italien.

## Biographie
Kevin Colleoni est le fils d'Imelda Chiappa, vice-championne olympique sur route en 1996. Il commence le cyclisme à l'âge de 6 ou 7 ans,.

## Palmarès
- 2019
  - 2e du Gran Premio Capodarco
  - 2e du Trofeo Gavardo Tecmor
- 2020
  - 2e du Gran Premio Chianti Colline d'Elsa
  - 2e du Trophée de la ville de San Vendemiano
  - 3e du Tour d'Italie espoirs
- 2022
  - 3e du Sazka Tour

## Résultats sur les grands tours

### Tour d'Italie
2 participations
- 2024 : 98e
- 2025 : 108e

## Classements mondiaux
| Année                                 | 2019 | 2020 | 2021  | 2022 | 2023  | 2024  |
| ------------------------------------- | ---- | ---- | ----- | ---- | ----- | ----- |
| Classement mondial                    | 929e | 527e | 1740e | 344e | 1933e | 2078e |
| UCI Europe Tour                       | 674e | 430e | 1198e | 274e | nc    | nc    |
|                                       |      |      |       |      |       |       |
| Légende : nc = non classéSource : UCI |      |      |       |      |       |       |